# 新畿内亚野生蔗
新畿内亚野生蔗（学名：Saccharum robustum）为禾本科甘蔗属下的一个种。原生于巴布亚新几内亚。该种一般被认为是现今种植甘蔗的主要来源之一。可长至十米高，常生长于河岸边。

## 扩展阅读
- 維基物種上的相關：新畿内亚野生蔗